# Borodinski most
Borodinski most (rusko: Бороди́нский мост) je most z jeklenimi nosilci, ki prečka reko Moskvo, ki povezuje okrožje Dorogomilovo in Kievski železniški terminal s središčem Moskve, Rusija (dva kilometra zahodno od Kremlja). Most je bil zgrajen v letih 1911–1912 kot ločni most z nadločno konstrukcijo, delo N. I. Oskolkova, M. I. Šekotova (gradbeni inženiring) in Romana Kleina (arhitekturna zasnova). Leta 2001 je bil most rekonstruiran, loke so nadomestili s konstrukcijo iz I nosilcev.

## Most Dorogomilovo (1788, porušen)
Lokacija Borodinskega mostu je bila od srednjega veka prostor prečkanja reke Moskve proti zahodu. Prvi dokumentirani (pontonski) leseni most je bil tu zgrajen leta 1788. Med vojno s Francijo leta 1812 je bil most na poti umika Rusov in Napoleonovih čet, ki so vdrle v Moskvo.

## Borodinski most (1868, porušen 1911)
Mesto se je leta 1865 odločilo, da bo na tem mestu zgradilo stalni most in odobrilo 300.000 rubljev skupnih izdatkov. Prvi razpisni natečaj ni prinesel nobenega zmagovalca, delo je kasneje dobil Amand Struwe. Njegov osnutek je odobril Aleksander II. Ruski, ki ga je krstil Borodinski most v spomin na bitko pri Borodinu. Gradnja se je začela 2. maja 1867, končala pa 15. marca 1868. Značilno za Struwejev most je bila jeklen rešetkast škatlast nosilec, s tremi 43 m dolgimi razponi. Nosilce so zgradili v podjetju v Kolomni (v lasti družine Struwe) in jih pripeljali po reki.

## Borodinski most (1912, obstoječ)
- Rimski portik na zahodni strani mostu
- Obeliski na vzhodni strani z imeni vojnih herojev
- Carski grb
- Današnji loki so le okras

Prvi Borodinski most je imel premajhno zmogljivost za upravljanje prometa do Kijevskega železniškega terminala. Leta 1909 je mesto razpisalo javni natečaj za nov most. Oskolkov, Šekotov in Klein so zmagali na natečaju in začeli gradnjo leta 1911.
Most, zgrajen leta 1912, je bil dolg 250 metrov, s tremi razponi 40,9 - 45,5 - 40,9 metra. Vsak razpon je bil sestavljen iz 12 ločnih nosilcev (razmik med loki 2,1 metra). Betonski krov je imel 18,5 metra široko vozišče in dva hodnika za pešce, vsak po 3,5 metra.

## Rekonstrukcija 1952
Leta 1952 ga je obnovil Jurij Werner. Stebri, oboki in krov so bili podaljšani, kar je most razširilo na skupno 42,6 metra širine. Novi oboki nad obrežnimi nasipi (26,0 metra glavni razponi) so ločili most in nasip. Skupna dolžina mostu je dosegla 352 metrov (vključno z zahodno 106 m dolgo klančino). Tramvajske proge so odstranili leta 1979.

## Rekonstrukcija 2001
Leta 1999 se je mesto odločilo, da ponovno postavi most v prvotno obliko. Pregled strukture je narekoval popolno zamenjavo lokov in krova. Hkrati se je zdelo, da so stebri prešibki, da bi lahko nosili nadomestne jeklene oboke ali betonsko nosilno škatlo. Edina preostala možnost je bila jeklena sovprežna konstrukcija z betonskim krovom, ki je bila dovolj lahka in je bila dokončana leta 2001. Most je ohranil originalne kamnite obeliske in portike, posvečene vojni 1812.
Tako kot v primeru Novospaskega mostu je bil tudi obnovljeni Borodinski most oblečen s ponarejenimi krili, da bi bil videti kot obokan most. Ta krila so večja od Novospaskega in dejansko izgledajo kot loki.